# كيريلو فيسينكو
كيريلو فيسينكو (بالأوكرانية: Фесенко Кирило Володимирович) مواليد 24 ديسمبر 1986 في دنيبرو، الجمهورية الأوكرانية السوفيتية الاشتراكية، الاتحاد السوفيتي، هو لاعب كرة سلة أوكراني بدأ مسيرته الاحترافية في سنة 2003 حيث تم اختياره من قبل فريق فيلادلفيا سفنتي سيكسرز خلال الدرافت يلعب في الدوري الفرنسي لكرة السلة الدرجة الأولى كلاعب وسط ويحمل الرقم 44.

## فرق لعب لها
- يوتاه جاز
- إنديانا بايسرز

## إحصائيات المسيرة

### الموسم الاعتيادي
| السنة   | الفريق         | لعب | بدأ | دقيقة | ميداني% | ثلاثية | حرة  | ارتداد | صنع | استلاب | تصدي | نقطة |
| ------- | -------------- | --- | --- | ----- | ------- | ------ | ---- | ------ | --- | ------ | ---- | ---- |
| 2007–08 | يوتاه جاز      | 9   | 0   | 7.8   | .375    | .000   | .500 | 2.8    | .2  | .0     | .3   | 1.6  |
| 2008–09 | يوتاه جاز      | 21  | 1   | 7.4   | .583    | .000   | .333 | 1.8    | .2  | .3     | .7   | 2.3  |
| 2009–10 | يوتاه جاز      | 49  | 5   | 8.3   | .547    | .000   | .421 | 1.8    | .3  | .1     | .4   | 2.6  |
| 2010–11 | يوتاه جاز      | 53  | 1   | 8.6   | .440    | .000   | .391 | 2.0    | .3  | .1     | .3   | 2.0  |
| 2011–12 | إنديانا بايسرز | 3   | 0   | 5.7   | .400    | .000   | .667 | 3.0    | .3  | .7     | .0   | 2.7  |
| المسيرة | المسيرة        | 135 | 7   | 8.2   | .496    | .000   | .410 | 2.0    | .3  | .1     | .4   | 2.3  |

### التصفيات
| السنة   | الفريق    | لعب | بدأ | دقيقة | ميداني% | ثلاثية | حرة  | ارتداد | صنع | استلاب | تصدي | نقطة |
| ------- | --------- | --- | --- | ----- | ------- | ------ | ---- | ------ | --- | ------ | ---- | ---- |
| 2009–10 | يوتاه جاز | 10  | 9   | 18.1  | .433    | .000   | .333 | 3.9    | 1.2 | .0     | .5   | 3.3  |
| المسيرة | المسيرة   | 10  | 9   | 18.1  | .433    | .000   | .333 | 3.9    | 1.2 | .0     | .5   | 3.3  |

## روابط خارجية
- كيريلو فيسينكو على موقع الاتحاد الدولي لكرة السلة (الإنجليزية)
- كيريلو فيسينكو على موقع إن بي أي (الإنجليزية)
- كيريلو فيسينكو على موقع سبورتس رفرنس (الإنجليزية)
- كيريلو فيسينكو على موقع كرة السلة الأوروبية.كوم (الإنجليزية)
- كيريلو فيسينكو على موقع ريلجم (الإنجليزية)
- كيريلو فيسينكو على موقع بروبوليرز (الإنجليزية)
- كيريلو فيسينكو على موقع سبورتس رفرنس (الإنجليزية)
- كيريلو فيسينكو على موقع سبورتس رفرنس (الإنجليزية)